# Durham Coast Line
Durham Coast Line é uma linha ferroviária de aproximadamente 39,5
-milha (63,6 km) entre Newcastle upon Tyne e Middlesbrough, no nordeste da Inglaterra. Os serviços ferroviários pesados de passageiros, operados predominantemente pela Northern Trains, além de alguns serviços de carga, operam em toda a sua extensão; fornece uma rota de desvio importante nos momentos em que a East Coast Main Line está fechada. Os serviços leves da Linha Verde do Tyne and Wear Metro também operam nos mesmos trilhos entre um cruzamento ao sul da Estação Sunderland e a Junção de Pelaw (logo a leste da estação de metrô Pelaw).
A linha desenvolveu-se a partir de várias pequenas empresas ferroviárias independentes concorrentes durante a primeira metade do século XIX, que finalmente ficou sob o controle da North Eastern Railway. Foi sob sua direção que essas linhas foram gradualmente ligadas para eventualmente criar a Durham Coast Line em 1905.

## História

### Origens
A rota atual da Durham Coast Line tem suas origens em algumas das primeiras ferrovias operadas por locomotivas no Nordeste da Inglaterra. A seção mais antiga da linha ainda em uso é aquela entre a Junção de North Shore e a Junção de Norton South, construída pela Clarence Railway. Tal como acontece com muitas das primeiras ferrovias, esta linha foi construída principalmente para o transporte de carvão das áreas centrais e a oeste do campo de carvão Durham Coalfield para o rio Tees, em North Shore (Stockton) e Port Clarence. Apesar das grandes dificuldades financeiras, foi aberta ao tráfego mineral em 1833, não transportando passageiros até julho de 1835, quando foi introduzido um serviço entre Coxhoe e a estação de Stockton (Clarence Railway).

Mapa das ferrovias do leste do Condado de Durham na década de 1850, apresentando as rotas de várias pequenas ferrovias concorrentes que mais tarde foram incorporadas à Durham Coast Line

A abertura da Clarence Railway foi seguida de perto pela Hartlepool Dock & Railway (HD&R), destinada a ligar as minas de carvão ao redor da cidade de Durham à costa de Hartlepool (em vez do rio Tees). A HD&R foi autorizada pela primeira vez por um Ato do Parlamento obtido em 1º de junho de 1832 para construir uma ferrovia de 14 milhas, de High Moorsley (perto de Houghton-le-Spring) até Hartlepool, com vários ramais curtos para servir minas de carvão ao redor da linha. A empresa obteve uma nova autorização em Ato de 16 de junho de 1834 que permitia a construção de uma filial adicional para Gilesgate na cidade de Durham. No entanto, a concorrência de outras ferrovias significava que a linha principal da H&DR só chegava até Haswell, com a maioria de suas ramificações sendo interrompidas ou nem mesmo construídas; a linha reduzida foi aberta ao tráfego de minerais em 23 de novembro de 1835, e para passageiros quatro anos depois.
A Durham & Sunderland Railway (D&SR) abriu-se para o tráfego de passageiros e minerais entre Town Moor e as minas de Hetton-le-Hole e Haswell em 1836, competindo diretamente com a HD&R pelo tráfego de carvão desta última. No entanto, foi a D&SR que construiu a primeira seção norte-sul significativa da Durham Coast Line, entre a Junção de Ryhope Grange e Ryhope. Em conjunto com a HD&R, a D&SR permitiu que os passageiros viajassem entre Sunderland e Hartlepool de trem pela primeira vez, embora os passageiros, à época, tivessem que mudar de estação em Haswell.
A viagem ferroviária de passageiros entre as áreas dos rios Tyne e Tees tornou-se rapidamente possível (com três mudanças de estação) após a abertura da Brandling Junction Railway, entre a estação de Oakwellgate (Gateshead) e Monkwearmouth, em 5 de setembro de 1839, e da Stockton & Hartlepool Railway, entre Clarence, em Billingham, e um novo terminal perto das docas de West Hartlepool em 10 de fevereiro de 1841. A abertura da ponte de nível alto sobre o rio Tyne em 27 de setembro de 1849 posteriormente estendeu esta rota até Newcastle.
Em sua inauguração em 15 de maio de 1852, a Leeds Northern Railway (LNR) ligava-se diretamente a Clarence e, ao fazê-lo, forneceu à rota uma ligação ao sul. Um ano depois que a LNR chegou a Stockton, a recém-criada West Hartlepool Harbour & Railway (agora proprietária da Clarence Railway) começou a compartilhar a estação LNR em North Stockton.
A última das ferrovias independentes que se tornou parte da Durham Coast Line moderna foi a Londonderry, Seaham & Sunderland Railway (LS&SR) em 1854, construída para permitir que o tráfego de carvão da extensa Londonderry & Coleraine Railway fosse desviado do porto de Seaham (que se tornou incapaz de lidar com os grandes volumes de carvão que passavam por ele) para a recém-construída Doca Sul (South Dock), em Sunderland  e, dessa forma, seguiu a rota paralela ao D&SR ao norte de Ryhope. Como o restante das ferrovias citadas, posteriormente a LS&SR introduziu um serviço de passageiros em 2 de julho de 1855 entre Seaham e Hendon Burn.

### Fusões e a criação de uma rota de passagem
A Clarence Railway tinha lutado financeiramente, quase continuamente desde o início de sua construção. Dessa forma, a mais bem-sucedida Stockton & Hartlepool Railway fez um contrato de aluguel de 21 anos em 1844, que se tornou permanente em 1851. As duas empresas foram formalmente fundidas com a West Hartlepool Harbour & Dock Company em 17 de maio de 1853, para formar a West Hartlepool Harbour & Railway.
Enquanto isso, como parte de sua expansão, a Newcastle & Darlington Junction Railway assumiu a Brandling Junction Railway (BJR) em 1º de setembro de 1844, e depois comprou a Durham & Sunderland Railway (D&SR) em 1846 Após sua fusão com a Great North of England Railway, a Newcastle & Darlington Junction Railway tornou-se a York & Newcastle Railway e alugou a Hartlepool Dock & Railway (HD&R) antes de ambas se tornarem parte da York, Newcastle & Berwick Railway (YN&BR) sob uma lei de 22 de julho de 1848. Finalmente, em 1854, a YN&BR, A Leeds Northern Railway (LNR) e a York & North Midland Railway se uniram para formar a North Eastern Railway (NER), que eventualmente absorveu a West Hartlepool Harbour and Railway (WHH&R) em 1865. Dessa forma, a partir deste ano uma empresa estava no controle de toda a rota entre Middlesbrough, Hartlepool, Sunderland e Newcastle, embora as linhas permanecessem em grande parte desconectadas.

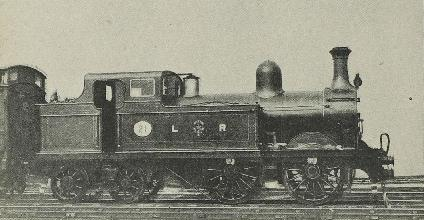
Locomotiva No. 21 da Londonderry, Seaham & Sunderland Railway, durante os anos finais da independência da linha na década de 1890

Assim, uma série de melhorias foram iniciadas pela NER para aperfeiçoar a integração dessa rede fragmentada. Para a Durham Coast Line, uma das primeiras foi a construção de uma nova curva para ligar o antigo ramal da LNR em Stockton à antiga rede da Stockton & Darlington Railway (absorvida pela NER em 1863), que ligava Middlesbrough às linhas em direção a Stockton e Hartlepool. Combinado com o realinhamento, em 1873, da curva sul para leste na Junção de Norton, que aliviou a gravidade de sua curvatura, isso melhorou enormemente as conexões entre Hartlepool e o resto da região de Teesside.
A inclinação de 1 em 34 trabalhada com corda em Hesleden Bank foi realinhada em 1874 para reduzir o gradiente para 1 em 52 e, assim, permitir o trabalho da locomotiva em toda a rota Hartlepool-Sunderland.
Em 1877, a North Eastern Railway construiu um novo acorde entre as linhas ex-HD&R e ex-D&SR em Haswell, e substituiu as estações terminais anteriormente separadas por uma nova estação intermediária. No mesmo ano, em Hartlepool, também construíram uma ligação direta entre a ex-HD&R e as antigas linhas ferroviárias Stockton & Hartlepool, que contornam a borda oeste das docas e substituíram uma ligação mais tortuosa através delas. Ambos os terminais ex-Stockton & Hartlepool Railway e ex-HD&R foram substituídos por novas estações em West Hartlepool (em 1880) e Hartlepool (em 1878), respectivamente.

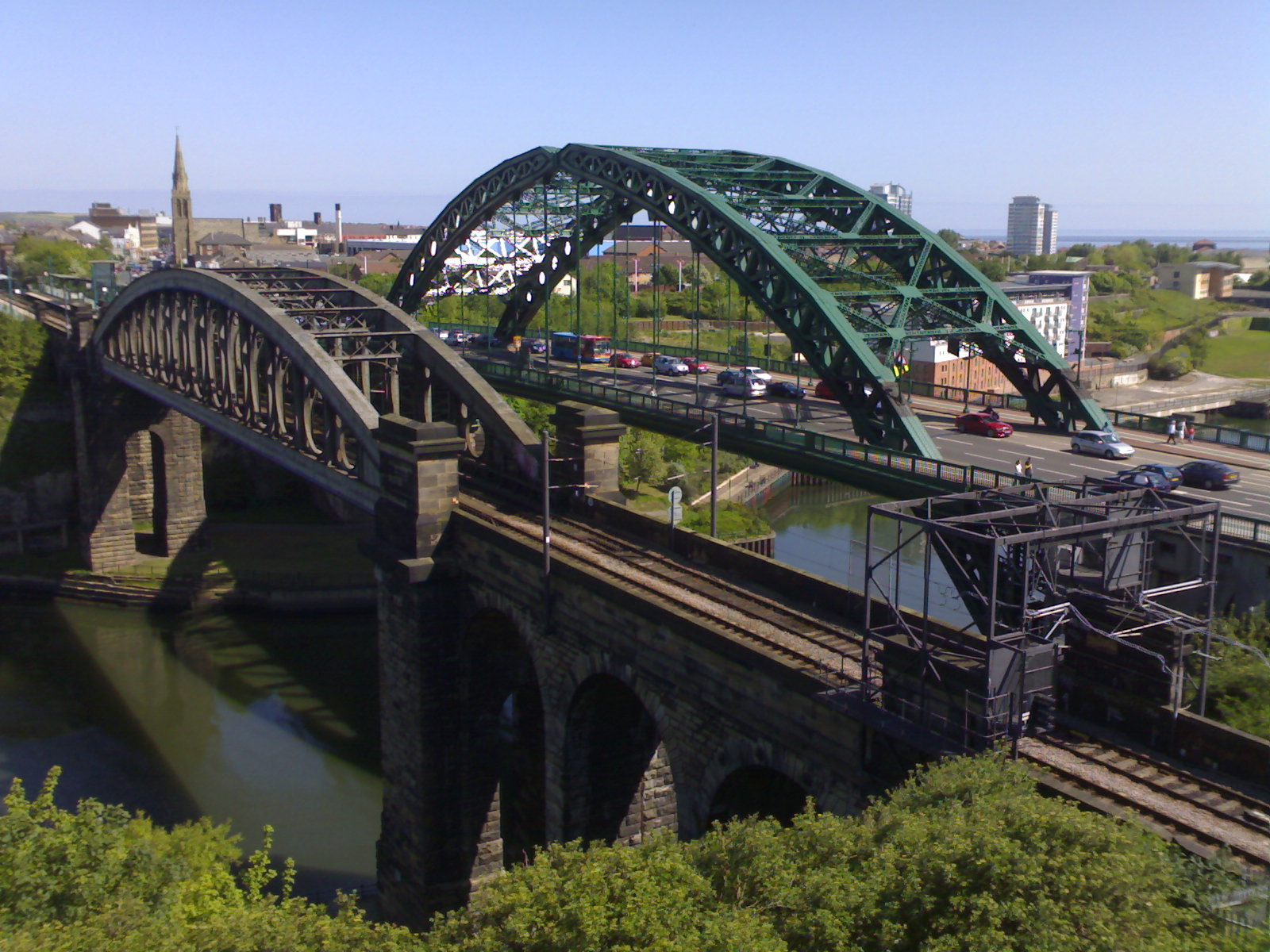
A Ponte Ferroviária Monkwearmouth (à esquerda) ao lado da Ponte Wearmouth Road (à direita) em Sunderland, vista em 2006

No entanto, dos links construídos pela NER, o mais significativo foi Monkwearmouth Junction Line, de 1879 ligando as linhas ex-D&SR na Junção de Ryhope Grange às linhas ex-BJR em Monkwearmouth. Isso envolveu a construção da Ponte Ferroviária Monkwearmouth sobre o rio Wear, e a nova estação Sunderland Central, com túneis em ambos os lado. Após a abertura de Sunderland Central, os serviços NER e LS&SR foram desviados dos terminais anteriores e concentrados em um local pela primeira vez.
Após a conclusão das melhorias da década de 1870, a Durham Coast Line poderia ser operada como uma rota direta mas, por não ter sido construída para tal finalidade, permaneceu um desafio. Uma questão importante era que quaisquer serviços operando entre Hartlepool e Sunderland ainda tinham que subir ou descer a inclinação de 1:44 em Seaton Bank e a inclinação mencionada em Hesleden Bank. Para aliviar isso, a NER desenvolveu planos para construir uma nova linha, mais direta, ao longo da costa. A construção desta nova linha entre Seaham Colliery, na LS&SR, e Hart Junction, na rota ex-HD&R, foi sancionada em 1894–95. No entanto, sua construção dependia da compra da rota da Londonderry Railway entre Seaham e Sunderland por parte da NER, o que não ocorreu até 1900, quando a operadora concordou em pagar £387.000 pelo negócio.

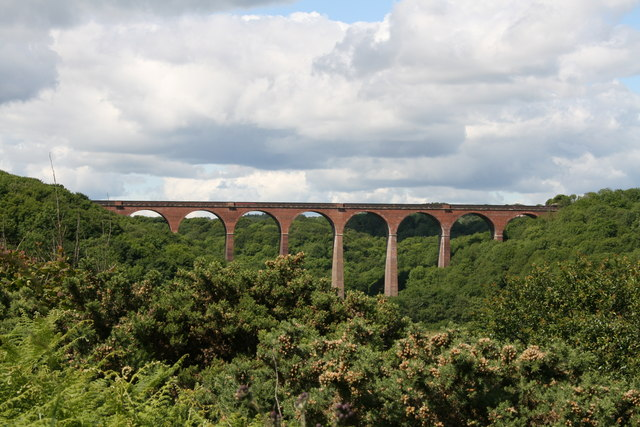
Viaduto Horden, que transporta a linha sobre Castle Eden Dene, em imagem de 2011

Esta nova linha costeira teve que cruzar as dunas em Hawthorn Dene, Castle Eden e Crimdon, cada um exigindo um viaduto substancial; um dos mais imponentes deles, o Viaduto Horden (abrangendo Castle Eden), com 141 pés (43 m) de altura do solo ao nível do trilho e consistindo em 10 arcos, cada um com uma extensão de 60 pés (18 m). A construção desses viadutos exigiu a abertura de uma alvenaria especial e, no caso de Horden, a criação de um de teleférico temporário de 800 pés (240 m) de extensão.
A linha foi inaugurada em 1º de abril de 1905, com novas estações construídas em Blackhall Rocks, Horden e Easington, para atender as novas vilas que haviam sido criadas para abrigar trabalhadores das novas minas de carvão costeiras que surgiram graças à provisão da estrada de ferro.
A NER tornou-se parte da London & North Eastern Railway (LNER), como parte do agrupamento promovido pelo Railways Act 1923. Apesar de já terem começado a sofrer um declínio no tráfego devido à concorrência do transporte rodoviário, a LNER introduziu algumas melhorias na linha. Uma das mais notáveis foi a eletrificação doa atual Durham Coast Line entre Newcastle e a Junção de Pelaw, usando o terceiro sistema ferroviário de 600 V DC , como parte de uma extensão do sistema Tyneside Electrics para South Shields, inaugurado em 14 de março de 1938. A outra melhoria notável durante este período foi a abertura de estações adicionais em Blackhall Colliery na linha de Seaham para Hart construída pela NER em 1936, e em Seaburn na antiga Brandling Junction Railway, em 1937.